# 苏必利尔 (艾奥瓦州)
蘇必利爾（英語：Superior）是一個位於美國愛荷華州迪金森縣的城市。

## 地理
蘇必利爾的座標為43°25′56″N 95°56′44″W / 43.43222°N 95.94556°W，而該地的平均海拔高度為457米（即1499英尺）。

## 人口
根據2010年美國人口普查的數據，蘇必利爾的面積為1.06平方千米，當中陸地面積為1.06平方千米，而水域面積為0.00平方千米。當地共有人口130人，而人口密度為每平方千米122人。